# 衝撃リポート!!世界の怪奇現象・大追跡スペシャル
『衝撃リポート!!世界の怪奇現象・大追跡スペシャル』（しょうげき-せかいのかいきげんしょう・だいついせき-）は、日本テレビ系列で不定期放送されている情報特別番組。

## 番組概要
この番組は、世界各国で発生した事件（暫く未解決になっているもの）の被害者の家族が事件の早期解決の為、また事件・事故・自らの失踪・未確認生物や動物および飛行物体等で行方不明となっている人物の家族が、探して欲しい人物を真相を探るプロジェクトという番組である。
FBI超能力捜査官と称する人物が登場し、その超能力によって行方不明者や未確認生物および飛行物体を捜査する場合もあった。

## 出演者
- 草野仁（司会、第2回以外。）
- 島田紳助（司会、第2回のみ）
- 魚住りえ（日本テレビアナウンサー）
- 羽鳥慎一（日本テレビアナウンサー）
- 佐藤良子（日本テレビアナウンサー）
- 奥山佳恵
- 窪田等（ナレーター）
- 小川真司（ナレーター）
- 声の出演者
  - 青二プロダクション
  - シグマ・セブン

## 放送日
- 第1回：1998年10月5日 ロシアの宇宙人、水棲獣ジャノ、ミステリーサークル
- 第2回：1999年10月9日 - 「スーパースペシャル'99」内
- 第3回：2002年10月3日
- 第4回：2003年9月27日 - 21:00～22:48
- 第5回：2004年12月25日
- 第6回：2007年5月17日 - 「モクスペ」内
- 第7回：2008年12月4日 - 「モクスペ」内

## 取り上げた事件（行方不明者や未確認生物および飛行物体など）
第1回
広島一家4人行方不明事件

## スタッフ
- 構成：詩村博史、竹田康一郎
- リサーチ：アガサス
- TM：江村多加司（第5回）
- SW：高梨正利（第2,5回）
- CAM：蔦佳樹（第5回）
- MIX：大島康彦
- AUD：青山倫夫
- VE：三山隆浩
- LD：内藤晋
- バーチャルスタジオ：高橋栄典
- ロケCAM：山本義浩（第2,3回は義治名義）、堀内満
- 編集：大沼一真（第5回）
- MA：阿世知貴彦（第2,5回）
- 音効：尾澤道春（第2,5回）
- CG：glow（第5回までがスウィッシュ・ジャパン、第6回はumpdと表記された）
- TK：春日千佳子
- 美術：高野豊
- デザイン：道勧英樹（第2,3,5回）
- 広報：立柗典子
- デスク：内野幸
- 海外コーディネート：DUO CREATIVE（第2,3,5回）
- AD：安池薫、水嶋隆、塩谷和樹、石塚忠宏、川村美里、出雲渚、廣田真生
- AP：藤村利晴（第2,3回はD）、根津伸行（第2,3回はロケD）、所俊輔（第3,5回）
- ロケディレクター：磯田修、目黒隆志、佐藤三羽一、藤本兼介、山本健太（元:D-project誠/現:アックスオン契約）
- ディレクター：本田英嗣（D-project誠社長）、丸山信也（丸山→第3,5回、第2回はロケD）、守屋隆広（第2,3,5回）、小林賢一、内田秀実（内田→第2回はAD、第3回はロケD）、飯野修一
- 演出：青木おさむ（第2,5回）
- プロデューサー：小林正典、川口浩也（川口→第2,3,5回）
- 総合演出・プロデューサー：小川通仁（第2,3回は演出・プロデューサー）
- チーフプロデューサー：大野彰作
- 取材協力：オハラ調査事務所（第3,5回）
- 技術協力：NiTRo（旧：NTV映像センター）、テレテック（テレ→第2,3,5回）、テーク・ワン、ザ・チューブ
- 美術協力：日テレアート（第2,3,5回）
- 制作協力：OFFICE KEEL（第2,3,5回）
- 製作著作：日本テレビ

### 過去のスタッフ
- 構成：工藤ひろこ（第2回）
- TM：鈴木康介（第2回）、福王寺貴之（第3,4回）
- TD：小林宏義（第2回）
- CAM：工藤恂児（第2回）、山田祐一（第3,4回）
- AUD：瀧健太郎（第3回）、庄司薫一（第4回）
- VE：青木健二（第2回）、服部博（第3回）、矢込宏敬（第4回）
- MIX：中村一男（第2回）、三石敏生（第3回）、白水英国（第4回）
- LD：関仁（第2,4回）、渡辺一成（第3回）
- ロケCAM：岡本優、児玉芳明（共に第2回）、大石裕久、大森浩一（共に第3回）
- 編集：谷崎健一、水沼治久（共に第2,3回）
- オフライン編集：今坂正純（第2,3回）
- CG：MIL（第2,3回）、株式会社サンデック、EYE dentify（共に第2回）
- TK：大岡伸江（第2,3回）
- 美術P：鈴木喜勝（第2,3回）
- 海外コーディネート：ナターリア・エロフェーワ、荒木幸久、入江茂樹（共に第2回）
- リサーチ：熊田晃子（第2,3回）、アガサス（第3回）
- 技術協力：ビデオフォーカス（第2,3回）
- AD：瀬津秀泰、白田浩司、中西裕樹、松村憲創（共に第2回）、吉良光弘、木村崇（共に第2,3回）、渡辺陽一、武田光平、中里玲奈、西川睦子（共に第3回）
- 広報：梶原美緒（第2回）、村上淳一（第3回）
- デスク：櫛山照美（第2,3回）
- AP：阿部知子（第2回）
- ロケディレクター：鬼丸尚（第2回）、宮川純一、原経巌（原→第2回はD）、上利竜太（第2,3回）
- ディレクター：鴨下潔（第2回）、直江庸介（第2,3回）
- チーフプロデューサー：桜田和之（第2,3回）、安岡喜郎、菅賢治